# John Vivian (4e baron Swansea)
Pour les articles homonymes, voir Vivian.
John Hussey Hamilton Vivian, 4e baron Swansea (1er janvier 1925 - 24 juin 2005) est un pair britannique, un tireur sportif et un lobbyiste qui joue un rôle dans le débat sur le contrôle des armes à feu au Royaume-Uni.

## Biographie
Il fait ses études au Collège d'Eton et au Trinity College de Cambridge, où il obtient un diplôme en français et en allemand. Il succède à son père à la baronnie en 1934 . Il est lieutenant adjoint de Powys en 1962 . En 1966, Vivian, en tant que Lord John Swansea, représente le Pays de Galles aux Jeux du Commonwealth, où il remporte l'or dans l'épreuve du fusil à canon complet. Il remporte une médaille d'argent dans la même épreuve aux Jeux du Commonwealth de 1982 à Brisbane.
Swansea est vice-président de la National Rifle Association. À ce titre, il fait pression contre la législation élaborée à la suite du massacre de Hungerford et du massacre de Dunblane, notamment une interdiction de la possession privée de pistolets . Il soutient toutefois l'interdiction des Kalachnikov et l'obligation de verrouiller en toute sécurité les fusils de chasse non utilisés. Il est capitaine de l'équipe de tir de la Chambre des Lords, qui est forcée de fermer après 80 ans. Swansea quitte le groupe conservateur et siège comme crossbencher, avant de perdre sa place à la Chambre à la suite de la loi de 1999 sur la Chambre des lords.